# Gino Sopracordevole
Gino Sopracordevole   (Venècia, 24 de setembre de 1904 - Venècia, 1 de setembre de 1995) va ser un remer italià que va competir a començaments del segle xx.
El 1924 va prendre part en els Jocs Olímpics de París, on guanyà la medalla de plata en la competició del dos amb timoner del programa de rem, formant equip amb Ercole Olgeni i Giovanni Scatturin, del qual n'era el timoner.